# Elecciones estatales de Quintana Roo de 2016
Las elecciones estatales de Quintana Roo de 2016 se llevaron a cabo el domingo 5 de junio de 2016, y en ellas fueron renovados los siguientes cargos de elección popular:
- Gobernador de Quintana Roo. Titular del Poder Ejecutivo del estado, electo para un periodo de seis años no reelegibles en ningún caso. El candidato electo fue Carlos Joaquín González.
- 11 ayuntamientos. Compuestos por un Presidente Municipal, un síndico y regidores, electos por única ocasión para un periodo de dos años con posibilidad de reelección para el periodo inmediato.
- 25 Diputados al Congreso del Estado. 15 electos por mayoría relativa en cada uno de los Distrito Electorales y 10 electos por el principio de representación proporcional mediante un sistema de lista electos para un periodo de tres años con posibilidad de reelección para el periodo inmediato.

## Resultados

### Ayuntamientos

#### Municipio deLázaro Cárdenas
| Partido/Coalición | Partido/Coalición                                  | Candidato | Candidato                   | Votos | Porcentaje |
| ----------------- | -------------------------------------------------- | --------- | --------------------------- | ----- | ---------- |
|                   | "Quintana Roo UNE, Una Nueva Esperanza" (PAN, PRD) |           | Trinidad García Argüelles   | 2,668 |            |
|                   | "Somos Quintana Roo" (PRI, PVEM, PANAL)            |           | Emilio Jiménez Ancona Hecho | 3,757 |            |
|                   | Partido del Trabajo                                |           |                             | 137   |            |
|                   | Movimiento Ciudadano                               |           | María Rosalía Balam Caamal  | 67    |            |
|                   | Movimiento Regeneración Nacional                   |           | Martha Loya Cobos           | 229   |            |
|                   | Partido Encuentro Social                           |           | Carlos Alfaro Pech          | 584   |            |

#### Municipio deBenito Juárez
| Partido/Coalición | Partido/Coalición                                  | Candidato | Candidato                    | Votos  | Porcentaje |
| ----------------- | -------------------------------------------------- | --------- | ---------------------------- | ------ | ---------- |
|                   | "Quintana Roo UNE, Una Nueva Esperanza" (PAN, PRD) |           | Julián Ricalde Magaña        | 49,116 | 28.75 %    |
|                   | "Somos Quintana Roo" (PRI, PVEM, PANAL)            |           | Remberto Estrada Barba Hecho | 80,023 | 46.84 %    |
|                   | Partido del Trabajo                                |           | Hernán Villatoro Barrios     | 1,450  | 0.85 %     |
|                   | Movimiento Ciudadano                               |           | Bruno Domínguez Manzi        | 4,855  | 2.84 %     |
|                   | Movimiento Regeneración Nacional                   |           | Julián Ramírez Florescano    | 24,97  | 1.46%      |
|                   | Partido Encuentro Social                           |           | Gregorio Sánchez Martínez    | 32,914 | 19.26 %    |
|                   | Resiliencia Independiente A.C.                     |           | Victor Sumohano Ballados     | 4,908  | 2.94 %     |

#### Municipio deCozumel
| Partido/Coalición | Partido/Coalición                                  | Candidato | Candidato                     | Votos  | Porcentaje |
| ----------------- | -------------------------------------------------- | --------- | ----------------------------- | ------ | ---------- |
|                   | "Quintana Roo UNE, Una Nueva Esperanza" (PAN, PRD) |           | Perla Cecilia Tun Pech Hecho  | 20,650 |            |
|                   | "Somos Quintana Roo" (PRI, PVEM y Nueva Alianza)   |           | Georgina Ruiz Chávez          | 13,363 |            |
|                   | Partido del Trabajo                                |           | Norma Aurora Hau González     | 132    |            |
|                   | Movimiento Ciudadano                               |           | Patricia Robles Valle         | 180    |            |
|                   | Movimiento Regeneración Nacional                   |           | Claudia Elena Arias Mendez    | 851    |            |
|                   | Partido Encuentro Social                           |           | Sergio Arturo Trujillo Guzmán | 263    |            |

#### Municipio deOthón P. Blanco
| Partido/Coalición | Partido/Coalición                                  | Candidato | Candidato                      | Votos  | Porcentaje |
| ----------------- | -------------------------------------------------- | --------- | ------------------------------ | ------ | ---------- |
|                   | "Quintana Roo UNE, Una Nueva Esperanza" (PAN, PRD) |           | Luis Torres Llanes Hecho       | 55,469 | 58.41 %    |
|                   | "Somos Quintana Roo" (PRI, PVEM, PANAL)            |           | Arlet Mólgora Glover           | 25,437 | 26.79 %    |
|                   | Partido del Trabajo                                |           | Norma Aurora Hau González      | 1,450  | 1.52 %     |
|                   | Movimiento Ciudadano                               |           | Rafael Alejandro Rivero Aburto | 1,032  | 1.08 %     |
|                   | Movimiento Regeneración Nacional                   |           | Laurentino Estrella Chan       | 7,542  | 7.94 %     |
|                   | Partido Encuentro Social                           |           | Inés López Chan                | 1,520  | 1.60 %     |

#### Municipio de Solidaridad (Playa del Carmen)
- Cristina Torres Gómez Una Nueva Esperanza (PAN,PRD) 25,652 votos  Hecho
- Filiberto Martinez Mendez Todos Somos Quintana Roo (PRI,Partido Verde,Nueva Alianza) 18,040 votos
- Luis Fernándo Roldan Carrillo Partido Encuentro Social

2,567 votos
- Claudia Ivette Muñoz Villalobos Partido del Trabajo 808 votos
- Norma Angélica Ríos Holguin

Morena 14,505 votos
- Citil Israel Verá Rodriguez

Movimiento Ciudadano 1,579 votos

#### Municipio deBacalar
| Partido/Coalición | Partido/Coalición                                  | Candidato | Candidato                      | Votos | Porcentaje |
| ----------------- | -------------------------------------------------- | --------- | ------------------------------ | ----- | ---------- |
|                   | "Quintana Roo UNE, Una Nueva Esperanza" (PAN, PRD) |           | Rocío Lu Loria                 | 369   |            |
|                   | "Somos Quintana Roo" (PRI, PVEM, PANAL)            |           | Alexander Zetina Aguiluz Hecho | 1,244 |            |
|                   | PT                                                 |           | Mauricio Morales Beiza         | 1,046 |            |
|                   | Movimiento Ciudadano                               |           | Laura Marisol Ramos Hernández  | 27    |            |
|                   | Movimiento Regeneración Nacional                   |           | Miguel Ángel Ferral Medrano    | 231   |            |
|                   | Partido Encuentro Social                           |           | Tonanzy Ortega Díaz            | 29    |            |

### Congreso del Estado
| Distrito                   | Partido/Coalición | Diputado |
| -------------------------- | ----------------- | -------- |
| I KANTUNILKIN              |                   |          |
| II CANCÚN                  |                   |          |
| III CANCÚN                 |                   |          |
| IV CANCÚN                  |                   |          |
| V CANCÚN                   |                   |          |
| VI CANCÚN                  |                   |          |
| VII CANCÚN                 |                   |          |
| VIII CANCÚN                |                   |          |
| IX TULUM                   |                   |          |
| X PLAYA DEL CARMEN         |                   |          |
| XI COZUMEL                 |                   |          |
| XII FELIPE CARRILLO PUERTO |                   |          |
| XIII BACALAR               |                   |          |
| XIV CHETUMAL               |                   |          |
| XV CHETUMAL                |                   |          |